# Endre Győrfi
Endre Győrfi   (Hajmáskér, 30 de març de 1920 - Balatonföldvár, 2 de juny de 1992) va ser un waterpolista hongarès que va competir durant la dècada de 1940.
El 1948 va prendre part en els Jocs Olímpics de Londres, on va guanyar la medalla de plata en la competició de waterpolo.